# Caenurgina narrata
Caenurgina narrata là một loài bướm đêm trong họ Erebidae.